# Théâtre populaire romand
Le Théâtre populaire romand (TPR) est une troupe de théâtre fondée le 1er août 1961 par le comédien et metteur en scène Charles Joris, avec pour cofondateurs Roger Jendly et Bernard Liègme.

## Histoire
À l'automne 1961, l’équipe professionnelle organise sa vie communautaire dans une ferme de Chézard-Saint-Martin, dans le canton de Neuchâtel. Les spectacles sont joués en tournée dans toute la Suisse romande. Les demandes de subventions trouvent un écho positif dans l'Arc jurassien. En 1968, la compagnie s'installe à La Chaux-de-Fonds. Elle étend ses tournées à la France et à la Belgique. Elle développe sur place de considérables travaux d'animation et de formation, plus particulièrement intenses dans le Jura (canton du Jura et Jura bernois). Durant dix ans, elle conduit une expérience-pilote dans le domaine du Théâtre pour l'enfance et la jeunesse.
Dans les Biennales de La Chaux-de-Fonds ainsi qu’au fil de son activité régulière, le TPR accueille de très nombreuses troupes romandes, françaises et du monde entier, élargissant ses programmes à la danse, aux arts martiaux, à la musique.
À Neuchâtel, des festivals d'été et de plein air lui donnent la possibilité de présenter en alternance les spectacles du répertoire de sa troupe d'acteurs.
En 1983, le TPR peut enfin équiper à son goût un abri permanent, la maison de Beau-Site, achetée par la ville de La Chaux-de-Fonds. La réaffectation architecturale est effectuée sous la direction de l'équipe scénographique et technique du théâtre.
Après une période d'incertitude et une pénurie de ressources financières chronique, le TPR remodèle dès 1990 l'ensemble de ses activités dans la situation nouvelle de la prolifération des foyers culturels et théâtraux, professionnels ou semi-professionnels. En juin 1992, il se réorganise sous la forme d'une Association, à laquelle se lient par convention six villes : La Chaux-de-Fonds, Neuchâtel, Le Locle, Moutier, Bienne et Delémont.
En 2001, Charles Joris, directeur artistique, est remplacé par Gino Zampieri. Dès 2004, le TPR s'associe à la Fondation Musica-Théâtre et devient l'entité de création et de diffusion de la nouvelle Fondation Arc en Scènes.
À partir de 2013, John Voisard fut le directeur général du Théâtre populaire romand avant son remplacement en 2021 par Anne Bissang. 
Depuis 2016, le TPR est membre du fOrum culture, la fédération des actrices et acteurs culturels du Jura bernois, du canton du Jura et de la ville de Bienne. Anne Bisang, directrice artistique du TPR, est membre de la commission créatiOn du fOrum culture, qui met en réseau des programmatrices et programmateurs.

## Théâtre
- 1972 : Les Augustes de Bernard Liègme, mis en scène par Charles Joris, scénographie de Jean-Claude Maret, Genève[5].